# Saucony
Saucony (/ˈsɔːkəni/ SAW-kə-nee) è un marchio americano di calzature sportive e abbigliamento. Fondato nel 1898, l'azienda è di proprietà della Wolverine World Wide. I prodotti commercializzati da Saucony includono linee di calzature e abbigliamento, come scarpe da ginnastica, giacche, felpe con cappuccio, T-shirt, pantaloni da tuta, pantaloncini e calzini. Gli accessori comprendono cappelli e zaini.
Le scatole delle scarpe Saucony riportavano una volta la scritta "sock a knee", che rappresenta la corretta pronuncia del nome dell'azienda. Il logo del marchio simboleggia il flusso costante del Saucony Creek e i massi che costeggiano il suo letto. L'azienda è un rinomato produttore di scarpe da corsa, realizzando scarpe chiodate da pista e scarpe leggere per le gare di cross country. Inoltre, Saucony produce calzature specifiche per particolari eventi di atletica leggera.

## Storia
Nel 1898, a Kutztown, Pennsylvania, fu inaugurata la prima fabbrica della Saucony Shoe Manufacturing Company, grazie all'iniziativa degli imprenditori William A. Donmoyer, Thomas S. Levan, Walter C.C. Snyder e Benjamin F. Reider. Il nome dell'azienda deriva proprio dallo Saucony Creek, che scorre accanto all'originale stabilimento a Kutztown.
Nel 1910, l'immigrato russo Abraham R. Hyde fondò una società di calzature, A.R. Hyde and Sons, a Cambridge, Massachusetts. Nel corso degli anni, la sua azienda si distinse per la produzione di calzature sportive, includendo marchi come SpotBilt e PF Flyers.
Il 13 giugno 1968, Abraham R. Hyde firmò un accordo per l'acquisizione di Saucony, operazione che si concluse definitivamente il 24 ottobre dello stesso anno.
Nel 1977, due modelli di scarpe da corsa Saucony entrarono a far parte della top 10 della rivista Runner's World, con l'Hornet insignito del premio per il miglior rapporto qualità-prezzo, e già la primavera successiva la domanda per quel prodotto salì del 2000%.
Negli ultimi anni '80, quando Saucony divenne il marchio di punta sotto l'egida di Hyde, la società cambiò ufficialmente denominazione, passando da Hyde Athletic Industries a Saucony.
Nel 2005, Saucony fu acquisita dalla Stride Rite Corporation per 170 milioni di dollari. Quattro anni dopo, nel 2007, Stride Rite venne a sua volta acquistata da Payless ShoeSource per 800 milioni di dollari, dando vita alla nuova entità conosciuta come Collective Brands.
Nel 2012, il Performance Lifestyle Group di Collective Brands – che comprendeva Saucony insieme a Keds, Stride Rite e Sperry Top-Sider – fu integrato in Wolverine World Wide in una transazione del valore di 1,23 miliardi di dollari; l’operazione includeva anche la cessione di Payless ShoeSource e di Collective Licensing International a società di private equity quali Blum Capital Partners e Golden Gate Capital.
Nel 2016, Wolverine World Wide ha trasferito la sede regionale di Saucony e degli altri marchi dell'area di Boston in una nuova sede a Waltham, Massachusetts.
Oggi, la maggior parte delle calzature di Wolverine World Wide è prodotta da numerosi fornitori terzi situati nella regione dell'Asia-Pacifico e in Sud America.

## Calzature
L'azienda offre scarpe per la corsa, il trail running, le gare e il camminare, utilizzando tecnologie specifiche adatte al tipo di attività. Le scarpe vengono inoltre realizzate tenendo conto della taglia del piede del corridore, del tipo di corsa, del piede a arco e della pronazione.
Il 3 aprile 2018, Saucony si è unita alla ditta di ciambelle e caffè con sede in Massachusetts, Dunkin' Donuts, per produrre una scarpa da corsa a tema ciambella, dall'aspetto rivestito di glassa alla fragola, in occasione della 122ª edizione della Maratona di Boston. La Saucony X Dunkin’ Kinvara 9 viene confezionata in una scatola a forma di ciambella e il tallone della scarpa è decorato con codette arcobaleno. L'azienda ha nuovamente presentato una scarpa da corsa a tema Dunkin', la Kinvara 10, nel marzo 2019.

## Sponsorizzazione
L'azienda sponsorizza e ha sponsorizzato numerosi atleti, tra cui i corridori statunitensi di lunga distanza Molly Huddle, Laura Thweatt e Jared Ward.